# Barbar
Barbar (również Berber, arab. بربر, Barbar) – miasto w północno-wschodnim Sudanie, w wilajecie Nahr an-Nil, położone nad Nilem. W 2010 roku miasto liczyło 27 254 mieszkańców.